# ایوان برزیچ
ایوان برزیچ (انگلیسی: Ivica Brzić؛ ۲۸ مهٔ ۱۹۴۱ – ۲ ژوئن ۲۰۱۴) بازیکن فوتبال اهل یوگسلاوی بود.
از باشگاه‌هایی که در آن بازی کرده‌است می‌توان به باشگاه فوتبال وویوودینا و باشگاه فوتبال ژلیزنیچار سارایوو اشاره کرد.
وی همچنین در تیم ملی فوتبال یوگسلاوی بازی کرده‌است.
وی در مسابقات کشوری و بین‌المللی در مجموع برندهٔ ۱ مدال نقره شده‌است.